# Albo d'oro del campionato olandese di calcio
La pagina racchiude l'albo d'oro delle squadre vincitrici dei campionati olandesi di calcio dalla loro istituzione, nel 1888. 

## Albo d'oro

### Periodo 1888-1956
- 1888-1889  Concordia (1)
- 1889-1890  Koninklijke HFC (1)
- 1890-1891  HVV (1)
- 1891-1892  RAP (1)
- 1892-1893  Koninklijke HFC (2)
- 1893-1894  RAP (2)
- 1894-1895  Koninklijke HFC (3)
- 1895-1896  HVV (2)
- 1896-1897  RAP (3)
- 1897-1898  RAP (4)
- 1898-1899  RAP (5)
- 1899-1900  HVV (3)
- 1900-1901  HVV (4)
- 1901-1902  HVV (5)
- 1902-1903  HVV (6)
- 1903-1904  HBS (1)
- 1904-1905  HVV (7)
- 1905-1906  HBS (2)
- 1906-1907  HVV (8)
- 1907-1908  Quick Den Haag (1)
- 1908-1909  Sparta Rotterdam (1)
- 1909-1910  HVV (9)
- 1910-1911  Sparta Rotterdam (2)
- 1911-1912  Sparta Rotterdam (3)
- 1912-1913  Sparta Rotterdam (4)
- 1913-1914  HVV (10)
- 1914-1915  Sparta Rotterdam (5)
- 1915-1916  Willem II (1)
- 1916-1917  Go Ahead Eagles (1)
- 1917-1918  Ajax (1)
- 1918-1919  Ajax (2)
- 1919-1920  Be Quick 1887 (1)
- 1920-1921  NAC Breda (1)
- 1921-1922  Go Ahead Eagles (2)
- 1922-1923  RCH (1)
- 1923-1924  Feyenoord (1)
- 1924-1925  HBS (3)
- 1925-1926  Enschede (1)
- 1926-1927  Heracles Almelo (1)
- 1927-1928  Feyenoord (2)
- 1928-1929  PSV (1)
- 1929-1930  Go Ahead Eagles (3)
- 1930-1931  Ajax (3)
- 1931-1932  Ajax (4)
- 1932-1933  Go Ahead Eagles (4)
- 1933-1934  Ajax (5)
- 1934-1935  PSV (2)
- 1935-1936  Feyenoord (3)
- 1936-1937  Ajax (6)
- 1937-1938  Feyenoord (4)
- 1938-1939  Ajax (7)
- 1939-1940  Feyenoord (5)
- 1940-1941  Heracles Almelo (2)
- 1941-1942  ADO Den Haag (1)
- 1942-1943  ADO Den Haag (2)
- 1943-1944  De Volewijckers (1)
- 1945-1946  Haarlem (1)
- 1946-1947  Ajax (8)
- 1947-1948  BVV (1)
- 1948-1949  SVV (1)
- 1949-1950  Limburgia (1)
- 1950-1951  PSV (3)
- 1951-1952  Willem II (2)
- 1952-1953  RCH (2)
- 1953-1954  Eindhoven (1)
- 1954-1955  Willem II (3)
- 1955-1956  Rapid JC (1)

### Eredivisie (1956-)
| Anno    | Vincitore            | Secondo posto | Terzo posto      | Capocannoniere                                                         |
| ------- | -------------------- | ------------- | ---------------- | ---------------------------------------------------------------------- |
| 1956-57 | Ajax (9)             | Fortuna '54   | Enschede         | Coen Dillen (PSV, 43 reti)                                             |
| 1957-58 | DOS (1)              | Enschede      | Ajax             | Leo Canjels (NAC Breda, 32 reti)                                       |
| 1958-59 | Sparta Rotterdam (6) | Rapid JC      | Fortuna '54      | Leo Canjels (NAC Breda, 34 reti)                                       |
| 1959-60 | Ajax (10)            | Feyenoord     | PSV              | Henk Groot (Ajax, 38 reti)                                             |
| 1960-61 | Feyenoord (6)        | Ajax          | VVV-Venlo        | Henk Groot (Ajax, 41 reti)                                             |
| 1961-62 | Feyenoord (7)        | PSV           | Blauw-Wit        | Dick Tol (Volendam, 27 reti)                                           |
| 1962-63 | PSV (4)              | Ajax          | Sparta Rotterdam | Pierre Kerkhoffs (PSV, 22 reti)                                        |
| 1963-64 | DWS (1)              | PSV           | Enschede         | Frans Geurtsen (DWS, 28 reti)                                          |
| 1964-65 | Feyenoord (8)        | DWS           | ADO Den Haag     | Frans Geurtsen (DWS, 23 reti)                                          |
| 1965-66 | Ajax (11)            | Feyenoord     | ADO Den Haag     | Willy van der Kuijlen (PSV, 23 reti) Piet Kruiver (Feyenoord, 23 reti) |
| 1966-67 | Ajax (12)            | Feyenoord     | Sparta Rotterdam | Johan Cruijff (Ajax, 33 reti)                                          |
| 1967-68 | Ajax (13)            | Feyenoord     | Go Ahead Eagles  | Ove Kindvall (Feyenoord, 28 reti)                                      |
| 1968-69 | Feyenoord (9)        | Ajax          | Twente           | Dick van Dijk (Twente, 30 reti) Ove Kindvall (Feyenoord, 30 reti)      |
| 1969-70 | Ajax (14)            | Feyenoord     | PSV              | Willy van der Kuijlen (PSV, 26 reti)                                   |
| 1970-71 | Feyenoord (10)       | Ajax          | ADO Den Haag     | Ove Kindvall (Feyenoord, 24 reti)                                      |
| 1971-72 | Ajax (15)            | Feyenoord     | Twente           | Johan Cruijff (Ajax, 25 reti)                                          |
| 1972-73 | Ajax (16)            | Feyenoord     | Twente           | Cas Janssens (NEC, 18 reti) Willy Brokamp (Maastricht, 18 reti)        |
| 1973-74 | Feyenoord (11)       | Twente        | Ajax             | Willy van der Kuijlen (PSV, 27 reti)                                   |
| 1974-75 | PSV (5)              | Feyenoord     | Ajax             | Ruud Geels (Ajax, 30 reti)                                             |
| 1975-76 | PSV (6)              | Feyenoord     | Ajax             | Ruud Geels (Ajax, 29 reti)                                             |
| 1976-77 | Ajax (17)            | PSV           | AZ Alkmaar       | Ruud Geels (Ajax, 34 reti)                                             |
| 1977-78 | PSV (7)              | Ajax          | AZ Alkmaar       | Ruud Geels (Ajax, 30 reti)                                             |
| 1978-79 | Ajax (18)            | Feyenoord     | PSV              | Kees Kist (AZ Alkmaar, 34 reti)                                        |
| 1979-80 | Ajax (19)            | AZ Alkmaar    | PSV              | Kees Kist (AZ Alkmaar, 27 reti)                                        |
| 1980-81 | AZ Alkmaar (1)       | Ajax          | Utrecht          | Ruud Geels (Sparta Rotterdam, 22 reti)                                 |
| 1981-82 | Ajax (20)            | PSV           | AZ Alkmaar       | Wim Kieft (Ajax, 32 reti)                                              |
| 1982-83 | Ajax (21)            | Feyenoord     | PSV              | Peter Houtman (Feyenoord, 30 reti)                                     |
| 1983-84 | Feyenoord (12)       | PSV           | Ajax             | Marco van Basten (Ajax, 28 reti)                                       |
| 1984-85 | Ajax (22)            | PSV           | Feyenoord        | Marco van Basten (Ajax, 22 reti)                                       |
| 1985-86 | PSV (8)              | Ajax          | Feyenoord        | Marco van Basten (Ajax, 37 reti)                                       |
| 1986-87 | PSV (9)              | Ajax          | Feyenoord        | Marco van Basten (Ajax, 31 reti)                                       |
| 1987-88 | PSV (10)             | Ajax          | Twente           | Wim Kieft (PSV, 29 reti)                                               |
| 1988-89 | PSV (11)             | Ajax          | Twente           | Romário (PSV, 19 reti)                                                 |
| 1989-90 | Ajax (23)            | PSV           | Twente           | Romário (PSV, 23 reti)                                                 |
| 1990-91 | PSV (12)             | Ajax          | Groningen        | Romário (PSV, 25 reti) Dennis Bergkamp (Ajax, 25 reti)                 |
| 1991-92 | PSV (13)             | Ajax          | Feyenoord        | Dennis Bergkamp (Ajax, 22 reti)                                        |
| 1992-93 | Feyenoord (13)       | PSV           | Ajax             | Dennis Bergkamp (Ajax, 26 reti)                                        |
| 1993-94 | Ajax (24)            | Feyenoord     | PSV              | Jari Litmanen (Ajax, 26 reti)                                          |
| 1994-95 | Ajax (25)            | Roda JC       | PSV              | Ronaldo (PSV, 30 reti)                                                 |
| 1995-96 | Ajax (26)            | PSV           | Feyenoord        | Luc Nilis (PSV, 21 reti)                                               |
| 1996-97 | PSV (14)             | Feyenoord     | Twente           | Luc Nilis (PSV, 21 reti)                                               |
| 1997-98 | Ajax (27)            | PSV           | Vitesse          | Nikos Machlas (Vitesse, 34 reti)                                       |
| 1998-99 | Feyenoord (14)       | Willem II     | PSV              | Ruud van Nistelrooy (PSV, 31 reti)                                     |
| 1999-00 | PSV (15)             | Heerenveen    | Feyenoord        | Ruud van Nistelrooy (PSV, 29 reti)                                     |
| 2000-01 | PSV (16)             | Feyenoord     | Ajax             | Mateja Kežman (PSV, 24 reti)                                           |
| 2001-02 | Ajax (28)            | PSV           | Feyenoord        | Pierre van Hooijdonk (Feyenoord, 24 reti)                              |
| 2002-03 | PSV (17)             | Ajax          | Feyenoord        | Mateja Kežman (PSV, 35 reti)                                           |
| 2003-04 | Ajax (29)            | PSV           | Feyenoord        | Mateja Kežman (PSV, 31 reti)                                           |
| 2004-05 | PSV (18)             | Ajax          | AZ Alkmaar       | Dirk Kuijt (Feyenoord, 29 reti)                                        |
| 2005-06 | PSV (19)             | AZ Alkmaar    | Feyenoord        | Klaas Jan Huntelaar (33 reti: Heerenveen 17, Ajax 16)                  |
| 2006-07 | PSV (20)             | Ajax          | AZ Alkmaar       | Afonso Alves (Heerenveen, 34 reti)                                     |
| 2007-08 | PSV (21)             | Ajax          | NAC Breda        | Klaas Jan Huntelaar (Ajax, 34 reti)                                    |
| 2008-09 | AZ Alkmaar (2)       | Twente        | Ajax             | Mounir El Hamdaoui (AZ Alkmaar, 23 reti)                               |
| 2009-10 | Twente (1)           | Ajax          | PSV              | Luis Suarez (Ajax, 35 reti)                                            |
| 2010-11 | Ajax (30)            | Twente        | PSV              | Björn Vleminckx (NEC, 23 reti)                                         |
| 2011-12 | Ajax (31)            | Feyenoord     | PSV              | Bas Dost (Heerenveen, 32 reti)                                         |
| 2012-13 | Ajax (32)            | PSV           | Feyenoord        | Wilfried Bony (Vitesse, 31 reti)                                       |
| 2013-14 | Ajax (33)            | Feyenoord     | Twente           | Alfreð Finnbogason (Heerenveen, 29 reti)                               |
| 2014-15 | PSV (22)             | Ajax          | AZ Alkmaar       | Memphis Depay (PSV, 22 reti)                                           |
| 2015-16 | PSV (23)             | Ajax          | Feyenoord        | Vincent Janssen (AZ Alkmaar, 27 reti)                                  |
| 2016-17 | Feyenoord (15)       | Ajax          | PSV              | Nicolai Jørgensen (Feyenoord, 21 reti)                                 |
| 2017-18 | PSV (24)             | Ajax          | AZ Alkmaar       | Alireza Jahanbakhsh (AZ Alkmaar, 21 reti)                              |
| 2018-19 | Ajax (34)            | PSV           | Feyenoord        | Luuk de Jong (PSV, 28 reti) Dušan Tadić (Ajax, 28 reti)                |
| 2019–20 | Ajax                 | AZ Alkmaar    | Feyenoord        |                                                                        |
| 2020–21 | Ajax (35)            | PSV           | AZ Alkmaar       | Giōrgos Giakoumakīs (VVV-Venlo, 26 reti)                               |
| 2021-22 | Ajax (36)            | PSV           | Feyenoord        | Sébastien Haller (Ajax, 21 reti)                                       |
| 2022-23 | Feyenoord (16)       | PSV           | Ajax             | Tasos Douvikas (Utrecht, 18 reti)                                      |
| 2023-24 | PSV (25)             | Feyenoord     | Twente           | Luuk de Jong (PSV, 29 reti)                                            |
| 2024-25 | PSV (26)             | Ajax          | Feyenoord        | Sem Steijn (Twente, 24 reti)                                           |

## Statistiche

### Titoli per squadra
| Squadra          | Vittorie | Secondi posti | Stagioni |
| ---------------- | -------- | ------------- | --- |
| Ajax             | 36       | 25            | 1918, 1919, 1931, 1932, 1934, 1937, 1939, 1947, 1957, 1960, 1966, 1967, 1968, 1970, 1972, 1973, 1977, 1979, 1980, 1982, 1983, 1985, 1990, 1994, 1995, 1996, 1998, 2002, 2004, 2011, 2012, 2013, 2014, 2019, 2021, 2022 |
| PSV              | 26       | 16            | 1929, 1935, 1951, 1963, 1975, 1976, 1978, 1986, 1987, 1988, 1989, 1991, 1992, 1997, 2000, 2001, 2003, 2005, 2006, 2007, 2008, 2015, 2016, 2018, 2024, 2025                                                             |
| Feyenoord        | 16       | 22            | 1924, 1928, 1936, 1938, 1940, 1961, 1962, 1965, 1969, 1971, 1974, 1984, 1993, 1999, 2017, 2023 |
| HVV              | 10       | 1             | 1891, 1896, 1900, 1901, 1902, 1903, 1905, 1907, 1910, 1914 |
| Sparta Rotterdam | 6        | 1             | 1909, 1911, 1912, 1913, 1915, 1959 |
| RAP              | 5        | 3             | 1892, 1894, 1897, 1898, 1899 |
| Go Ahead Eagles  | 4        | 5             | 1917, 1922, 1930, 1933 |
| Koninklijke HFC  | 3        | 3             | 1890, 1893, 1895 |
| Willem II        | 3        | 1             | 1916, 1952, 1955 |
| HBS              | 3        | -             | 1904, 1906, 1925 |
| AZ Alkmaar       | 2        | 2             | 1981, 2009 |
| Heracles Almelo  | 2        | 1             | 1927, 1941 |
| RCH              | 2        | -             | 1923, 1953 |
| ADO Den Haag     | 2        | -             | 1942, 1943 |
| NAC Breda        | 1        | 4             | 1921 |
| DWS              | 1        | 3             | 1964 |
| Twente           | 1        | 3             | 2010 |
| Be Quick 1887    | 1        | 2             | 1920 |
| Eindhoven        | 1        | 2             | 1954 |
| Roda JC          | 1        | 2             | 1956 |
| Concordia        | 1        | 1             | 1889 |
| Enschede         | 1        | 1             | 1926 |
| Den Bosch        | 1        | 1             | 1948 |
| DOS              | 1        | 1             | 1958 |
| Quick Den Haag   | 1        | -             | 1908 |
| De Volewijckers  | 1        | -             | 1944 |
| Haarlem          | 1        | -             | 1946 |
| SVV              | 1        | -             | 1949 |
| Limburgia        | 1        | -             | 1950 |
| Vitesse          | -        | 6             | ----- |
| Wageningen       | -        | 3             | ----- |
| Blauw-Wit        | -        | 3             | ----- |
| Heerenveen       | -        | 3             | ----- |

### Titoli per città
| Città            | Titoli | Club campioni                                                |
| ---------------- | ------ | ------------------------------------------------------------ |
| Amsterdam        | 43     | - Ajax (36) - RAP (5) - DWS (1) - De Volewijckers (1)        |
| Eindhoven        | 27     | - PSV (26) - Eindhoven (1)                                   |
| Rotterdam        | 23     | - Feyenoord (16) - Sparta Rotterdam (6) - Concordia (1)      |
| L'Aia            | 16     | - HVV (10) - HBS (3) - ADO Den Haag (2) - Quick Den Haag (1) |
| Deventer         | 4      | - Go Ahead Eagles (4)                                        |
| Haarlem          | 4      | - Koninklijke HFC (3) - Haarlem (1)                          |
| Tilburg          | 3      | - Willem II (3)                                              |
| Alkmaar          | 2      | - AZ Alkmaar (2)                                             |
| Almelo           | 2      | - Heracles Almelo (2)                                        |
| Heemstede        | 2      | - RCH (2)                                                    |
| Enschede         | 2      | - Enschede (1) - Twente (1)                                  |
| Breda            | 1      | - NAC Breda (1)                                              |
| Groninga         | 1      | - Be Quick 1887 (1)                                          |
| Kerkrade         | 1      | - Roda JC (1)                                                |
| 's-Hertogenbosch | 1      | - Den Bosch (1)                                              |
| Utrecht          | 1      | - DOS (1)                                                    |
| Schiedam         | 1      | - SVV (1)                                                    |
| Brunssum         | 1      | - Limburgia (1)                                              |